# Gheorghe Gaston-Marin
Gheorghe Gaston-Marin, geboren als Gheorghe Grossman, (* 14. April 1918 in Chișineu-Criș; † 25. Februar 2010 in Bukarest) war ein rumänischer Kommunist jüdischer Abstammung. Er kämpfte in der französischen Résistance und nahm später verschiedene hohe Ämter im Bereich Industrie- und Wirtschaftsplanung in der kommunistischen Führung Rumäniens ein. Er gilt als der „Dirigent der flächendeckenden Elektrifizierung Rumäniens“. In den letzten Jahren Gheorghe Gheorghiu-Dejs Regierung unterstützte er die Aufnahme diplomatischer Beziehungen mit westlichen Staaten, wie der USA.

## Biographie

### Frühes Leben
Gheorghe Grossman wurde in einer jüdischen Familie geboren. Er besuchte das rumänische Gymnasium in Petroșani. Sein Baccalauréat machte er in Deva, der Kreishauptstadt, wie damals üblich. Während seiner Jugend war er Mitglied der zionistischen Bewegung Poalei Zion, deren rumänischer Ableger 1907 gegründet worden war.

### Studium
Sofort nach seinem Militärdienst reiste er 1937 nach Frankreich, wo er in Paris Mathematik und Physik studieren wollte. Er schrieb sich an der Sorbonne für die Studiengänge Mathematik und Physik, mit dem Ziel einer späteren Lehrtätigkeit auf dem Gebiet. Wegen mangelnder finanzieller Mittel musste er jedoch eine Alternative entscheiden, und da ihn Technik und Forschung interessierte, entschied er sich für ein Ingenieursstudium. Außer Paris hatten damals Grenoble, Toulouse und Nancy Polytechnische Institute. Grenoble ermöglichte ihm einen sofortigen Studienbeginn. Er studierte von Februar 1938 bis 1940 an der Fakultät für Elektrotechnik und Energetik des Polytechnischen Instituts der Universität Grenoble. 1940 erhielt er sein Ingenieursdiplom. Die disputatio seiner Promotionsarbeit hielt er 1941 am gleichen Institut, erhielt aber keinen Titel, da er als Kommunist galt und da er sich inzwischen den Maquis angeschlossen hatte und gegen die deutschen Besatzer agierte.
Er heiratete eine Französin, mit der er 1945 einen Jungen bekam.

### Französische Résistance und Kommunist
Bevor er nach Grenoble ging, nahm er 1937 in Paris gelegentlich an kommunistischen Meetings teil, wo er Maurice Thorez und Jacques Duclos kennenlernte. Seine politischen Interessen waren zu dieser Zeit jedoch noch gering.
Während seines Studiums brach der Zweite Weltkrieg aus und nach dem Frankreichfeldzug wurde auch Grenoble von der Wehrmacht besetzt. Noch vor dem Waffenstillstand meldete sich Gaston-Marin (damals hieß er noch Grossman) als Freiwilliger zur französischen Armee, wurde dort jedoch aufgrund des bevorstehenden Zusammenbruchs abgewiesen. Ihm wurde von der Rekrutierungsstelle geraten, sich über Südfrankreich nach Nordafrika durchzuschlagen und sich bei den französischen Truppen in Nordafrika als Freiwilliger zu melden. Gemeinsam mit Gleichgesinnten machte er sich auf nach Süden, sie wurden jedoch von Gendarmen gestoppt und zurückgeschickt.
In Grenoble war die Résistance besonders aktiv und die von den Maquis im Vercors südlich von Grenoble ausgerufene République Libre du Vercors erlangte Symbolwert für den Widerstand der französischen Bevölkerung gegen die deutsche Besatzung.
Er wurde in der französischen Résistance aktiv und wurde 1942 Mitglied der Französischen Kommunistischen Partei (parti communiste français). Dort erhielt er den Decknamen Gaston Marin, den er nach Kriegsende als offiziellen Nachnamen behielt.
Als Maquisard agierte er vor allem in Südfrankreich. Er wurde Chef der Emigranten-Gruppierungen der Résistance (FTP-MOI) für die Region Süd-West. Im Juli 1944 nahm er an der Befreiung von Carmaux (Département Tarn) teil, bei der 120 deutsche Soldaten gefangen genommen wurden. Tage später nahm er auch an der Befreiung von Albi im gleichen Département teil.

### Politische Karriere
Nach Ende des Zweiten Weltkriegs kehrte er mit gemeinsam mit seiner französischen Frau und dem Kind nach Rumänien zurück. Das geschah mit falschen jugoslawischen Papieren, die ihnen die jugoslawische Botschaft in Paris ausgestellt hatte.
Zunächst wurde er von der Rumänischen Kommunistischen Partei (Partidul Comunist Român – PCR) zunächst dem Kreiskomitee Bihor der Partei zugeteilt. Eine Empfehlung von Gheorghe Vasilichi, der ebenfalls in der französischen Résistance gekämpft hatte und den er aus Paris kannte, und der außerdem unter den rumänischen Kommunisten eine hohe Position innehatte, verhalf ihm zum Kontakt mit Gheorghiu-Dej, der einen Berater in Energiefragen suchte. So kam er nach Bukarest und wurde zum Berater des Präsidenten des Ministerrats ernannt (1945–1948). Danach wurde er Generalsekretär und Vizeminister des Wirtschaftsministeriums (Ministerul Economiei Naționale) (1948–1949). Er nahm 1946 als rumänischer Gesandter an der Pariser Friedenskonferenz teil.
Zwischen 1949 und 1982 nahm er verschiedene hohe Ämter im Bereich nationale Wirtschaftsplanung ein. Er war 1949–1954 Minister für elektrische Energie und Elektrotechnische Industrie, 1954–1965 Präsident des Staatskomitees für Planung, 1962–1969 Vizepräsident des Ministerrats, außerdem war er parallel dazu 1955–1966 Präsident des Staatskomitees für Kernenergie.
Er war 1952–1985 Abgeordneter der Großen Nationalversammlung und 1960–1984 Mitglied des Zentralkomitees der PCR. Im Mai 1961 wurde er Mit der Medaille „A 40-a aniversare de la înființarea Partidului Comunist din România“ („Der 40. Jahrestag der Gründung der Rumänischen Kommunistischen Partei“) ausgezeichnet.

#### Außenpolitische Erfolge
Nach der Teilnahme an den Trauerfeierlichkeiten des ermordeten amerikanischen Präsidenten John F. Kennedy 1963 trug er entscheidend zur Verbesserung der diplomatischen und wirtschaftlichen Beziehungen Rumäniens zu westlichen Staaten bei, inklusive der Vereinigten Staaten. Der amerikanische Präsident Lyndon B. Johnson unterstützte diesen Kurs und in der Folge erlangte Rumänien unter den kommunistisch regierten Staaten diesbezüglich einen privilegierten Status.

#### Mitglied in Regierungen
Gheorghe Gaston-Marin war Mitglied folgender Regierungen:
Regierung Petru Groza (4),
Regierung Gheorghe Gheorghiu-Dej (1),
Regierung Gheorghe Gheorghiu-Dej (2),
Regierung Chivu Stoica (1),
Regierung Chivu Stoica (2),
Regierung Ion Gh. Maurer (1),
Regierung Ion Gh. Maurer (2),
Regierung Ion Gh. Maurer (3),
Regierung Ion Gh. Maurer (4),
Regierung Ion Gh. Maurer (5),
Regierung Manea Mănescu (1),
Regierung Manea Mănescu (2),
Regierung Ilie Verdeț (1),
Regierung Ilie Verdeț (2).

#### Ende der politischen Karriere
Gaston-Marin war sowohl politisch als auch privat eng mit dem damaligen rumänischen Staatspräsidenten Gheorghe Gheorghiu-Dej und seit 1945 Generalsekretär der PCR verbunden und unterstützte dessen politischen Kurs.
Im März 1965 starb Gheorghiu-Dej durch Lungenkrebs, einen Tag nach seiner Wiederwahl. Innerhalb weniger Stunden war Nicolae Ceaușescu bereits zum Nachfolger bestimmt. Nach Ceaușescus Machtübernahme wurde Gaston-Marin aus der Regierung entfernt und war fortan in keiner Regierung mehr vertreten.
1969–1982 war Gaston-Marin Präsident des Staatskomitees für Preise, ehe er durch Nicolae Ceaușescu aus allen öffentlichen Funktionen ausgeschlossen wurde.

### Spätes Leben
1989 emigrierte Gaston-Marin nach Israel, kehrte jedoch später nach Rumänien zurück. Er starb am 25. Februar 2010 in Bukarest (Rumänien).

### Familie
Während des Zweiten Weltkriegs wurde seine Familie, die zuletzt in Klausenburg (Cluj, Rumänien, damals Ungarn) lebte, von den ungarischen Behörden des Horthystischen Regimes ins KZ Auschwitz deportiert. Sein Vater wurde sofort nach der Ankunft durch Gas getötet, seine Mutter und seine an Scharlach erkrankte 20-jährige Schwester wurden erschossen.

## Wissenschaftliche Arbeit
Gaston-Marin hat mehrere wissenschaftliche Arbeiten veröffentlicht, darunter Stahlschmelze in Hochfrequenzöfen („Încălzirea oțelului prin cuptoare de înaltă frecvență“), das als theoretische Grundlage für eine entsprechende Anlage in Algerien diente.